# Sonno Profondo
Sonno Profondo es una película argentina de 2013 dirigida por Luciano Onetti y producida por Nicolás Onetti. Es considerada la primera parte de la trilogía de cine giallo de Onetti, de la que también hacen parte los filmes Francesca (2015) y Abrakadabra (2018).

## Sinopsis
Tras matar a una mujer, un asesino serial con traumas de su niñez recibe un extraño sobre que contiene fotografías suyas asesinando a la joven. De esta manera se da cuenta de que hay un enemigo al acecho, y pasa a convertirse en la presa.

## Antecedentes y producción
Mientras estudiaba la carrera de derecho en la ciudad de Olavarría, Provincia de Buenos Aires, Luciano Onetti empezó a filmar varias escenas con una cámara Nikon en una resolución de 1920x1080, en las que aparecía usando guantes de cuero, inspirado en el cine de Dario Argento. Más tarde las recopiló para realizar el montaje de una película de terror experimental y la envió al Festival de Cine de Sitges en Cataluña, donde fue aceptada.
De acuerdo con Nicolás Onetti, productor y hermano del director, la película fue filmada usando una cámara Nikon D3100 con lentes de la década de 1980. Luciano Onetti la editó con la ayuda de programas como Sony Vegas Pro y Adobe After Effects. El costo de producción ascendió a los 4 000 dólares, los cuales fueron aportados por Nicolás.
La banda sonora fue compuesta por el director, basado en la obra musical de Ennio Morricone y Goblin. Onetti decidió rodar el filme con diálogos en italiano como un homenaje a las películas giallo italianas de la década de 1970; incluso en el título se puede apreciar la referencia a las películas de Dario Argento Non ho sonno y Profondo Rosso.
La cinta fue protagonizada por Luciano Onetti, Daiana García y Silvia Duhalde, y tiene una duración de 67 minutos.

## Estreno
El filme fue estrenado internacionalmente en el Festival de Cine de Sitges de 2013, y participó en otros eventos como el Morbido Film Fest de México, el Festival Internacional de Cine de Mar del Plata, el Festival de Cine de Terror de Puerto Rico, el Buenos Aires Rojo Sangre, el HorrorQuest Film Festival de Estados Unidos, Horror-On-Sea del Reino Unido, el Festival international du film fantastique de Gérardmer y Hemoglozine, entre otros. En 2014, la compañía BrinkVision se asignó los derechos de distribución del filme en VOD y en DVD en los Estados Unidos y Canadá.
Años después, Onetti decidió publicar una nueva versión de la película en resolución 4K con los diálogos grabados por actores italianos (en la versión original, los diálogos en italiano fueron hechos por argentinos), con una corrección de color, nueva música y escenas adicionales para dar un mayor contexto a la historia.

## Recepción

### Crítica
En su reseña para la revista Fangoria, Chris Alexander definió a la película como «audaz», aunque «en ocasiones demasiado frenética», y la recomendó «a los aficionados al terror a los que les gustan las cosas raras y desafiantes». Para Thomas M. Sipos del portal Hollywood Investigator, Sonno Profondo «hace un excelente trabajo al capturar el estilo, la decoración y el ambiente del giallo italiano de la década de 1970», aunque también manifestó que «tras parodiar o imitar todos los elementos familiares del subgénero, se queda sin fuerza».

### Premios y reconocimientos
Sonno Profondo ganó el premio a mejor largometraje en el festival Hemoglozine, celebrado en Ciudad Real, España.Obtuvo una mención especial en el festival Buenos Aires Rojo Sangre, fue elegida como la mejor película extranjera en el HorrorQuest Film Festival, ganó en la categoría de mejor banda sonora en los Premios Tabloid Witch y se alzó con el premio audición a la mejor película iberoamericana en el Festival de Cine Fantástico de Montevideo.